# Kiện tướng thể thao (Việt Nam)
Kiện tướng (tên đầy đủ là: Vận động viên kiện tướng) là một đẳng cấp trong việc xếp loại vận động viên thể thao thành tích cao của Việt Nam. Đẳng cấp Vận động viên kiện tướng là cao nhất, xếp trên Vận động viên cấp 1 và Vận động viên cấp 2. 
Các tiêu chuẩn phong cấp do Bộ Văn hóa, Thể thao và Du lịch ban hành. Hiện nay, họ có tiêu chuẩn phong cấp cho vận động viên của 52 môn thể thao.